# Kasteel Ysebrant de Lendonck

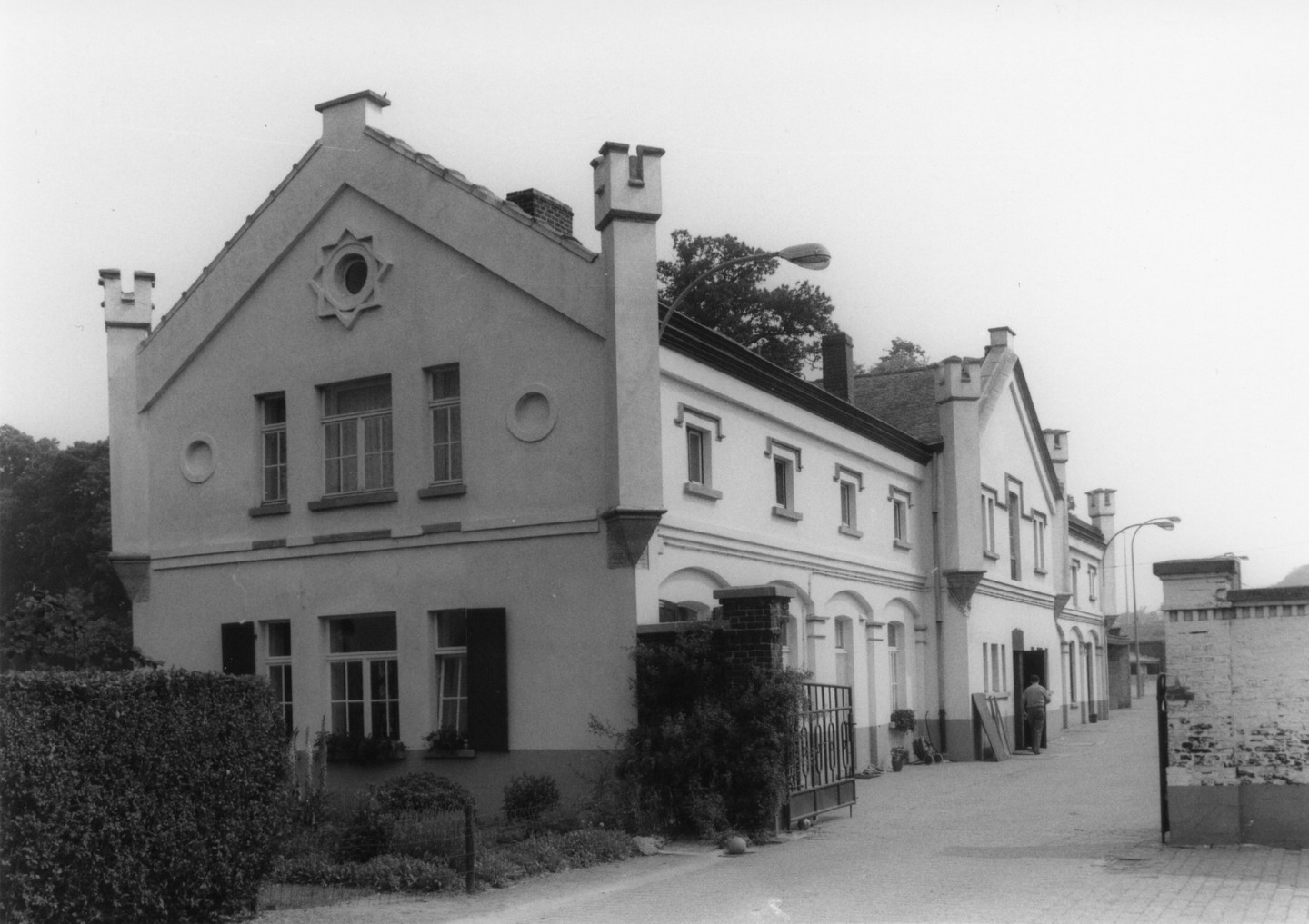
Bijgebouwen van kasteel Ysebrant de Lendonck

Het Kasteel Ysebrant de Lendonck is een voormalig kasteel in de Oost-Vlaamse plaats Merelbeke, gelegen aan Heidestraat 21.

## Geschiedenis
In 1774 was sprake van een omgracht buitenhuis dat toen verkocht werd aan de familie Odemaere. Van 1774 tot 1847 was het in bezit van deze familie waarna het werd verkocht aan de familie van den Bossche. In 1857 werd het verkocht aan George William Drory en deze vernieuwde het gebouw en liet enkele bijgebouwen oprichten. Zo ontstond een buitenplaats in neogotische stijl en in 1902 en 1909 werd het geheel in opdracht van Ysebrant de Lendonck uitgebreid tot een kasteelachtig bouwwerk in dezelfde stijl.
In 1950 werd het domein van 20 ha aangekocht door de Gentse Veeartsenijschool van de Universiteit Gent. Er werd een nieuw instituut, het Kasteelhof, gebouwd. Het oorspronkelijke kasteel werd in 1973 gesloopt.
Slechts enkele bijgebouwen, namelijk het koetshuis met stallen, en paardenstallen. Deze zijn van 1860 en eveneens in neogotische stijl. Ze worden gebruikt door de Veeartsenijschool als paardenstal, garage, werkplaats en woonhuis.